# Rasmus Æreboe
Rasmus Æreboe (26. april 1685 i Svendborg – 24. oktober 1744 i København) var en dansk embedsmand, oversætter  og forfatter. Han var far til Andreas Æreboe.
Æreboe var søn af en fattig skipper, der døde, da drengen var otte år gammel. Derfor blev farbroderen, der ligesom faderen var skipper, men bosat i Næstved, overtalt til at tage nevøen til sig da han blev 11 år gammel. I Næstved blev han ansat som tjenestedreng hos en kapellan. Det lykkedes ham at blive student i 1704 fra Næstved Latinskole og siden teologisk kandidat fra Københavns universitet.
I 1709 blev han ansat som privatsekretær hos kommandør Just Juel (1664-1715), som senere blev viceadmiral, netop som han skulle rejse til Rusland som envoyé extraordinaire til zar Peter den Stores omflakkende hof og deltog bl.a. i felttoget mod Tyrkiet 1711. Æreboe klarede det godt, og han erhvervede sig omfattende sprogkundskaber.
Efter sin hjemkomst tre år senere blev han udnævnt til notarius publicus i København, i hvilken stilling han forblev til sin død. Det, som har gjort Æreboes navn bekendt, er hans autobiografi der er ført op til 1736, hvori han skildrer studenterlivet i København på sin tid og forholdene i Rusland, særlig af Peter den Store og hans nærmeste omgivelse. Den blev udgivet i 1862 af Dr. J.G. Burman Becker igen i 1889 med noter af G.L. Grove).
Han efterlod sig også en oversættelse af Den Ryssiske Lov (russisk: Соборное уложение - Sobornoje Ulozhenije), fra 1649 færdiggjort og overrakt kong Frederik 4. efter fredsslutningen i Den Store Nordiske Krig 1721.
Æreboe var medstifter af Nordens første fajancefabrik, Fajancefabriken i Store Kongensgade, hvor han var direktør 1725-26.
Æreboe døde 1744 i sin ejendom ved Holmens Kanal i en alder af 61 år og blev begravet på Holmens Kirkegård.